# Parafia św. Katarzyny Aleksandryjskiej w Rybnicy
Parafia św. Katarzyny w Rybnicy – parafia rzymskokatolicka w dekanacie szklarskoporębskim w diecezji legnickiej. Obsługiwana przez księży archidiecezjalnych. Erygowana w 1972. W 2018.07.01 reorganizacja dekanatów. Poprzednim był dekanat Jelenia Góra Zachód.